# Atomaria laetula
Atomaria laetula is een keversoort uit de familie harige schimmelkevers (Cryptophagidae). De wetenschappelijke naam van de soort werd in 1857 gepubliceerd door John Lawrence LeConte.